# Намбу, Кидзиро
Кидзиро Намбу (22 сентября 1869 — 1 мая 1949) — кадровый офицер японской императорской армии и основатель Nambu Arms Manufacturing Company, производителя оружия для японских военных в годы Второй мировой войны. Плодовитый конструктор стрелкового оружия, его иногда называют «Джон Браунинг Японии».

## Биография
Намбу был сыном бедного самурая из ликвидированного в 1871 году княжества Сага на острове Кюсю в южной части Японии. Его мать умерла при родах, и отец, не имея средств прокормить ребёнка, продал его местному купцу. Благодаря тяжёлой работе и целеустремлённости он в возрасте 20 лет поступил в Императорскую академию японской армии, которую он окончил в 23 года. Его большие успехи в учёбе были отмечены тем, что он был выпущен не в чине подпоручика, как большинство выпускников, а в чине поручика в числе немногих отличников.
В 1897 году уже капитаном Намбу был назначен в Токийский Арсенал, где ему было поручено работать под руководством известного конструктора оружия Нариакэ Арисаки по проекту винтовки Тип 30, за которой последовал револьвер Тип 26. Затем он получил звание майора и получил приказ разработать полуавтоматический пистолет для японских военных. Эта конструкция под разработанный Намбу патрон калибром 8-мм была самой ранней версией знаменитого Намбу Тип 14 и была завершена в 1902 году. Намбу также изготовил более компактную и лёгкую версию под патрон калибра 7 миллиметров в 1907 году. Образец был высоко оценен тогдашним министром армии Тэраути Масатакэ, но японская армия не приняла его на вооружение из-за его высокой стоимости производства. Тем не менее полноразмерная версия этого пистолета была в конечном итоге принята на вооружение Специальными военно-морскими войсками Императорского флота Японии, а компактная версия была продана частным клиентам.
Пистолет Тип 14 был улучшенной версией образца 1902 года, аналогичной по габаритам и исполнению. Он был выпущен для унтер-офицеров, в то время как старшие офицеры должны были приобретать оружие за свой счёт. Тип 14 стал наиболее распространенным пистолетом в японской армии. Большинство пистолетов было произведено Токийским Арсеналом, небольшое количество было изготовлено Tokyo Gas Industry. Производство Тип 14 продолжалось до конца Второй мировой войны в 1945 году. Общий объём производства оценивается примерно в 200 000 экземпляров всех типов.
В период работы Намбу на Армейском оружейном заводе (позже переименованного в Кокурский арсенал) он разработал станковый пулемёт Тип 3 в 1914 году и ручной пулемёт Тип 11 в 1922 году. В 1922 году Намбу был повышен до генерал-лейтенанта и назначен ответственным за Токийский артиллерийский арсенал. Он реорганизовал систему армейских арсеналов в 1923 году и был назначен командующим Армейским арсеналом взрывчатки и Армейским институтом научных исследований. В 1924 году он ушёл с военной службы.
В 1927 году Намбу основал в Токио компанию Nambu Arms Manufacturing Company, получив финансовую поддержку от дзайбацу Окура. Намбу получил много контрактов как от японской армии, так и от военно-морского флота на пистолеты, ручные и станковые пулемёты, а также для тестирования и оценки многих зарубежных образцов. За время работы компании были созданы станковый пулемёт Тип 92, пистолет Тип 94, пистолет-пулемёт Тип 100 и пулемёты Тип 96 и 99.
В конце Второй мировой войны Намбу объявил, что его компания прекратит производство оружия, однако его предприятия были конфискованы американскими оккупационными властями и продолжали производить оборудование (под названием Shin-Chuō Industries) для полиции, а затем для сил национальной безопасности, предшественника нынешних японских сил самообороны. Намбу умер 1 мая 1949 года, и его компания была поглощена японским производителем высокоточного оборудования Minebea Co.

## Разработки
- Намбу Тип 4
- Намбу Тип 14
- Намбу Тип 94
- Винтовка Тип 38
- Карабин Тип 44
- Винтовка Тип 99
- Пистолет-пулемёт Тип 100
- Станковый пулемёт Тип 3
- Станковый пулемёт Тип 92
- Ручной пулемёт Тип 11
- Ручной пулемёт Тип 96
- Ручной пулемёт Тип 99
- Танковый пулемёт Тип 97